# 莱奥纳多·洛雷丹
列奥纳多·罗列丹（1436年11月36日—1521年6月22日）是文艺复兴时期的威尼斯贵族和政治家，曾担任第75任威尼斯总督。作为马基雅维利主义信奉者，罗列丹任内凭借其出色的外交才能周旋于教廷、神圣罗马帝国、法兰西王国以及奥斯曼帝国等强权之间，维持了威尼斯的独立与繁荣。

### 图书
- Barzman, Karen-edis. . BRILL. 2017  [2023-04-16]. ISBN 9789004331518. （原始内容存档于2023-01-19）.
- Norwich, John Julius. . Penguin UK. 2003: 594  [2023-04-16]. ISBN 978-0-14-101383-1. （原始内容存档于2023-01-19）.
- Setton, Kenneth Mayer. . American Philosophical Society. 1976: 523. ISBN 978-0-87169-127-9.